# Metovnica
Metovnica (izvirno srbsko Метовница) je naselje v Srbiji, ki upravno spada pod Občino Bor; slednja pa je del Borskega upravnega okraja.

## Demografija
V naselju živi 1103 polnoletnih prebivalcev, pri čemer je njihova povprečna starost 45,4 let (43,3 pri moških in 47,4 pri ženskah). Naselje ima 363 gospodinjstev, pri čemer je povprečno število članov na gospodinjstvo 3,67.
To naselje je v glavnem vlaško (glede na popis iz leta 2002), a v času zadnjih treh popisov je opazno zmanjšanje števila prebivalcev.
|  |

| Demografija | Demografija     | Demografija     |
| Leto        | Št. prebivalcev | Št. prebivalcev |
| ----------- | --------------- | --------------- |
|             |                 |                 |
|             |                 |                 |
|             |                 |                 |
|             |                 |                 |
| 1948        | 2002            |                 |
| 1953        | 2086            |                 |
| 1961        | 2160            |                 |
| 1971        | 1988            |                 |
| 1981        | 1794            |                 |
| 1991        | 1569            | 1548            |
| 2002        | 1382            | 1331            |
|             |                 |                 |

| Etnična sestava po popisu iz leta 2002 | Etnična sestava po popisu iz leta 2002 | Etnična sestava po popisu iz leta 2002 | Etnična sestava po popisu iz leta 2002 | Etnična sestava po popisu iz leta 2002 |
| -------------------------------------- | -------------------------------------- | -------------------------------------- | -------------------------------------- | -------------------------------------- |
| Vlahi                                  | Vlahi                                  |                                        | 977                                    | 73,40%                                 |
| Srbi                                   | Srbi                                   |                                        | 279                                    | 20,96%                                 |
| Romuni                                 | Romuni                                 |                                        | 17                                     | 1,27%                                  |
| Makedonci                              | Makedonci                              |                                        | 2                                      | 0,15%                                  |
| Črnogorci                              | Črnogorci                              |                                        | 1                                      | 0,07%                                  |
| Hrvati                                 | Hrvati                                 |                                        | 1                                      | 0,07%                                  |
| Slovenci                               | Slovenci                               |                                        | 1                                      | 0,07%                                  |
| Slovaki                                | Slovaki                                |                                        | 1                                      | 0,07%                                  |
| Jugoslovani                            | Jugoslovani                            |                                        | 1                                      | 0,07%                                  |
| Neznano                                | Neznano                                |                                        | 5                                      | 0,37%                                  |